# Giacomo Nicotera

a Compétitions nationales et continentales officielles uniquement.

b Matchs officiels uniquement.
Dernière mise à jour le 17 septembre 2024.
Giacomo Nicotera, né le 15 juillet 1996 à Trieste (Italie), est un joueur international italien de rugby à XV. Il évolue au poste de talonneur au Stade français Paris.

## Biographie
Né à Trieste en Italie,, Giacomo Nicotera est formé par le Mogliano Rugby, où il commence sa carrière professionnelle, avant de passer par l'Amatori Rugby San Donà et le Rugby Rovigo, toujours en Championnat d'Italie.
En 2020, il intègre la franchise d'United Rugby Championship de Trévise, le Benetton Trévise, sous forme de prêt, puis de manière définitive.
En janvier 2022, il est sélectionné avec l'Italie par Kieran Crowley pour le Tournoi des Six Nations 2022,. Il fait ses débuts internationaux contre l'Écosse le 12 mars 2022.
En mai 2023, il est sélectionné avec l'Italie dans un groupe de 46 joueurs pour préparer la Coupe du monde 2023. En août suivant, il fait partie du groupe final pour la compétition.
En janvier 2024, il est convoqué pour le Tournoi des Six Nations.
À partir de la saison 2024-2025, il signe au Stade Français Paris.